# Бококолос Бауера
Бококолос Бауера (Porella baueri) — вид печіночників порядку бококолосальних (Porellales).

## Поширення
Батьківщиною є Європа.